# Constantino Paleólogo (hijo de Miguel VIII)

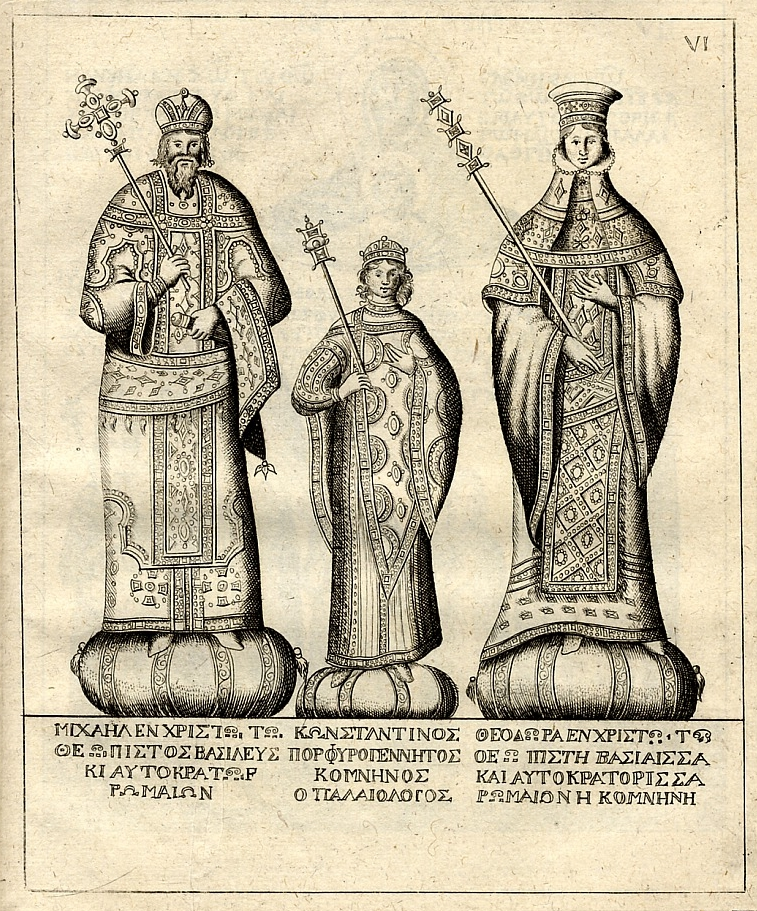
Constantino Paleólogo (en medio) con su padre y madre.

Constantino Paleólogo (en griego: Κωνσταντῖνος Παλαιολόγος; 1261 — 5 de mayo de 1306) fue un príncipe bizantino de la dinastía de los Paleologos que también sirvió como general en las guerras contra los serbios y los Beylicatos turcos.
Constantino era el tercer hijo del emperador bizantino Miguel VIII Paleólogo con Teodora Ducaina Vatatzina. Nació en agosto de 1261 en Constantinopla, que acababa de ser reconquistada del Imperio latino en agosto. Por lo tanto fue un verdadero porfirogéneta («nacido en la púrpura») y era frecuentemente llamado así. Su padre, según los relatos, le concedió honores por encima de los concedidos a los déspotas.
En 1280, Constantino luchó contra los serbios en Macedonia y después fue enviado para Anatolia a enfrentar a los invasores turcos, y consiguió retomar el control del valle del Meandro. Después, Constantino mando a reconstruir el famoso Monasterio de Studion en Constantinopla. En 1293, fue difamado ante su hermano y emperador Andrónico II Paleólogo y arrestado. Se convirtió en monje y luego adoptó el nombre monástico de Atanasio. Murió en Constantinopla el 5 de mayo de 1306 y fue enterrado en el monasterio de Lips.
De su matrimonio con Irene Paleóloga Raulina, Constantino tuvo un hijo, el Panhipersebasto Juan Paleólogo.